# Carl von Weiler
Friedrich Heinrich Carl (Karl) Albero von Weiler (* 6. Januar 1879 in Krefeld; † 20. Dezember 1922 in Hamburg) war ein deutscher Verwaltungsbeamter.

## Leben
Carl von Weiler stammt aus einer briefadeligen Familie, welche am 31. Januar 1787 in den preußischen Adelsstand erhoben wurde. Er war der Sohn des Kaufmanns Maximilian von Weiler (* 1847; † 1922) und dessen Ehefrau Maria, geborene von Beckerath (* 1849; † 1929), studierte Rechtswissenschaften an der Ruprecht-Karls-Universität Heidelberg. 1898 wurde er Mitglied des Corps Guestphalia Heidelberg. Nach Abschluss des Studiums und Promotion zum Dr. jur. trat er in den preußischen Staatsdienst ein. Er absolvierte das Regierungsreferendariat bei der Regierung in Düsseldorf und bestand 1907 die Prüfung zum Regierungsassessor. Anschließend wurde er Regierungsassessor in Greifswald. Er wurde 1916 kommissarisch und 1917 endgültig zum Landrat im Landkreis Landeshut i. Schles. bestellt. Zum 1. September 1919 wechselte er als Regierungsrat zum Oberpräsidium der Provinz Hessen-Nassau in Kassel. 1921 wurde er zum Landrat im Kreis der Eder ernannt. Das Amt hatte er bis zu seinem Tod Ende 1922 inne.
Karl (Carl) von Weiler war seit 1909 mit der aus Hamburg stammenden Helene Edye (* 1889; † 1928) verheiratet und hatte drei Kinder, Jost, der auch Volljurist wurde, Nikolaus und Waltraud. Seine ältere Schwester Irma war mit dem Juristen Wilhelm von Waldthausen liiert, seine jüngere Schwester Maria Doris Elsbeth mit dem Juristen Hans Büttner.